# Beruň
Beruň (polsky Bieruń  [ˈbʲɛruɲ]IPA, německy Berun) je město v jižním Polsku ve Slezském vojvodství, sídlo okresu Beruň-Lędziny. Leží na historickém území Horního Slezska v jižní části katovické konurbace mezi Tychami a Osvětimí. Jihovýchodní hranicí města vyznačuje Visla, která je v tomto úseku zároveň zemskou hranicí mezi Slezskem a Malopolskem. V roce 2024 zde žilo 18 806 obyvatel. Beruň leží v oblasti s vysokým podílem slezské národnosti – při posledním sčítání lidu se takto označilo 36,9 % obyvatel beruňsko-lędzinského okresu, ale většina z nich se také přihlásila k polské národnosti, takže 82,3 % obyvatel okresu se přihlásilo k polské národnosti (v Polsku lze uvést dvě národnosti).

## Název
Název místa je odvozen od polského výrazu „brać“ (brát) a souvisí s výběrem daní. V závislosti na pravopisných pravidlech se v minulosti používaly také názvy Bieron, či Bierun.
V historických pramenech se před rokem 1376, kdy bylo Horní Slezsko pod vládou Přemyslovců, používal název osady „de Beruna“, v latinizované staropolské podobě Byerun uvádí v letech 1470–1480 název města Jan Długosz ve své knize Liber beneficiorum dioecesis Cracoviensis. Na mapě Abrahama Ortelia z roku 1603 se obec objevuje pod názvem Bierun. Ve statistickém popisu Pruska z roku 1837 se objevuje pouze název Berun. Polský název Bieruń v roce 1847 uvádí v knize „Krótki rys jeografii Szląska dla nauki początkowej“ hornoslezský spisovatel Józef Lompa. Geografický slovník Království polského, vydaný na konci 19. století, uváděl dva polské místopisné názvy – Beruń a Bieruń, a německý název Berun.

## Historie
Historickým jádrem Beruně je bývalé město Stará Beruň (Bieruń Stary, Alt-Berun), které získalo městská práva v roce 1387. Bylo součástí Pštinského panství a tím pádem do roku 1742 Koruny království českého a Habsburské monarchie. Poté připadlo Prusku. V první polovině 19. století byla zhruba šest kilometrů na východ v bezprostřední blízkosti prusko-rakouské státní hranice na Visle založena osada Nová Beruň (Bieruń Nowy, Neu-Berun). Po rozdělení Horního Slezska roku 1922 byly Stará a Nová Beruň přičleněny k Polsku. Při správní reformě v roce 1975 se obě Beruně staly součástí města Tychy. Roku 1991 se osamostatnily a spolu s bývalými obcemi Bijasowice, Czarnuchowice, Jajosty a Ściernie vytvořily město Beruň v jeho současné podobě.
Od roku 1991 dochází ke konfliktu mezi Beruní a sousedními Tychami o areál automobilky Fiat Auto Poland (dříve FSM) a sídliště postavené v sousedství této továrny. V současné době se sídliště již nachází ve správních hranicích Beruně, zatímco samotná továrna zůstává v Tychách. Historicky patřilo sporné území k Beruni, ale jeho ponechání v hranicích Tychů bylo podmínkou dohody tohoto města o odtržení. Spor se znovu objevil v roce 2010, kdy představitelé beruňské samosprávy požadovali, aby Tychy vrátily 123 hektarů továrních pozemků, na nichž působí několik dceřiných společností automobilky. Tychy navrhly upravit hranici o 123 ha ve prospěch Beruně, avšak na jiném místě katastru, v nezastavěné oblasti. Tehdejší slezský maršálek Zygmunt Łukaszczyk vydal k požadavkům Beruně zamítavé stanovisko.
V roce 1993 se v Beruni poprvé konal 1. festival amatérského filmu Leona Wojtaly. Uspořádán byl díky finanční pomoci KWK Piast. V roce 2005 se konal již sedmý ročník tohoto festivalu s rekordním počtem účastníků z celého Polska. V letech 1997 a 2010 bylo město postiženo povodněmi.

## Části města
Beruň sestává z následujících částí:
- Bieruń Novy
- Bieruń Stary
- Bijasowice
- Czarnuchowice
- Jajosty
- Kopań
- Porąbek
- Ściernie
- Zabrzeg

## Hospodářství

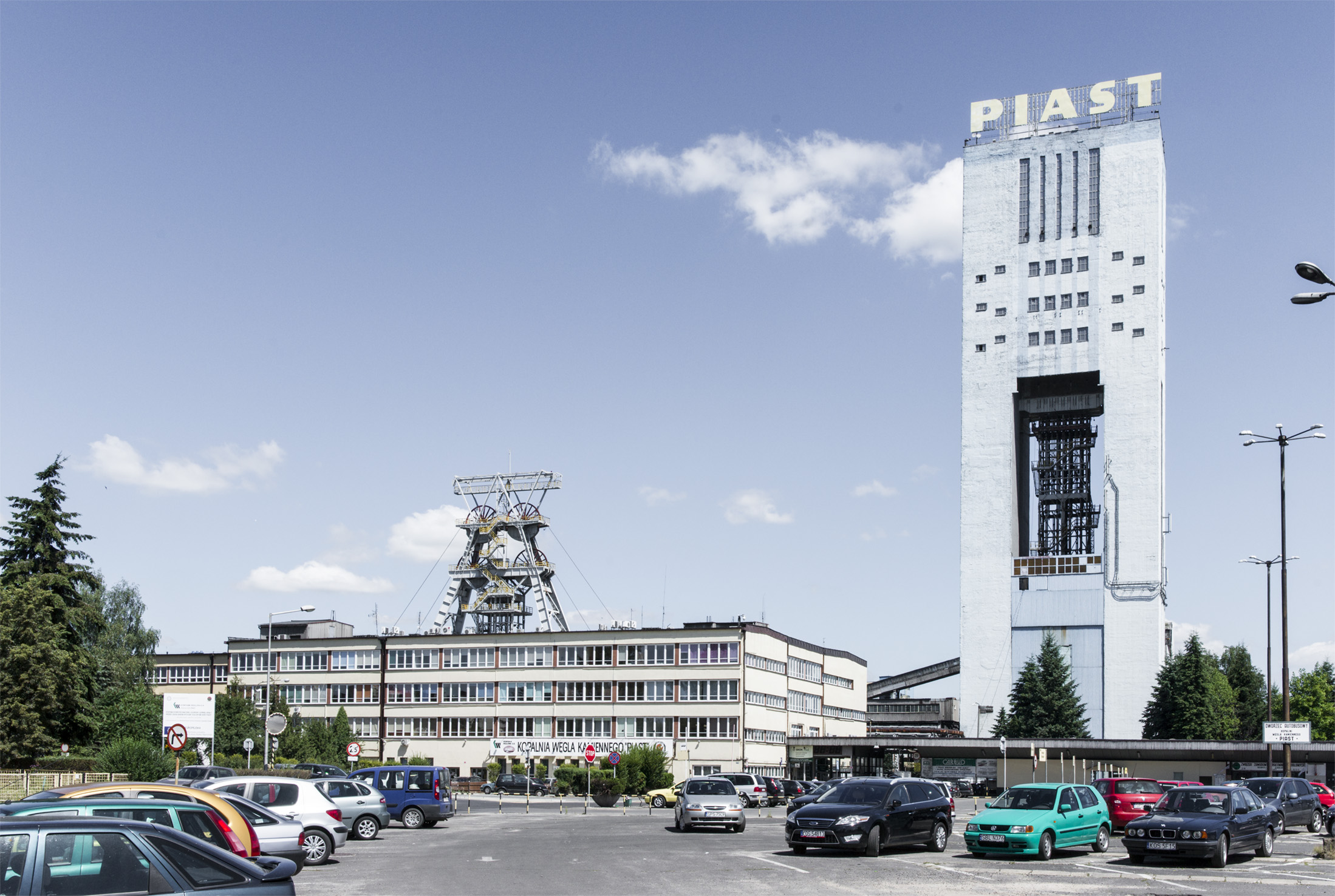
Důl Piast (provozován firmou KWK Piast-Ziemowit)

Největšími průmyslovými podniky ve městě jsou důl Piast založený v roce 1972 v Nové Beruni, dnes patřící společnosti Kompania Węglowa, a továrna na výbušniny Nitroerg SA. Na původním katastru Staré Beruně a v její těsné blízkosti (necelý kilometr od hlavního náměstí) se rozkládá areál automobilky Fiat. Ten se nicméně nachází již na území Tych, neboť jeho ponechání bylo podmínkou souhlasu toho města s osamostatněním se Beruně. Od té doby se datuje konflikt mezi oběma městy a beruňští radní opětovně usilovali o navrácení lukrativního areálu. Uspěli pouze u zaměstnaneckého sídliště Homera, které přešlo z Tych do Beruně v roce 2000.
Ve městě fungují tři veřejné mateřské školy, dvě základní školy, lyceum, a okresní školský komplex (zahrnující průmyslovou školu prvního stupně a odbornou školu). Vychází zde místní noviny Rodnia.

## Doprava

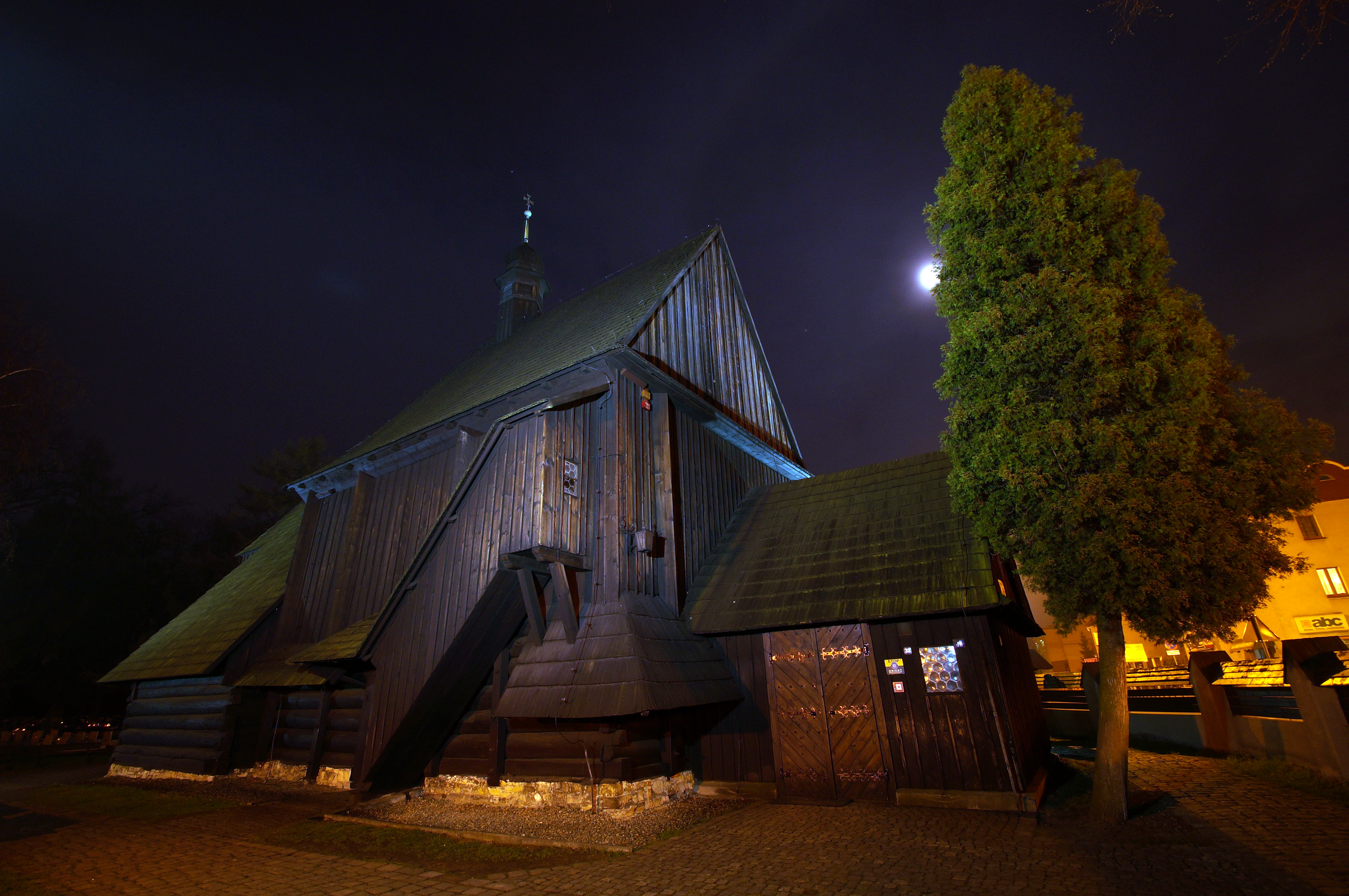
Sanktuarium sv. Valetnina v noci

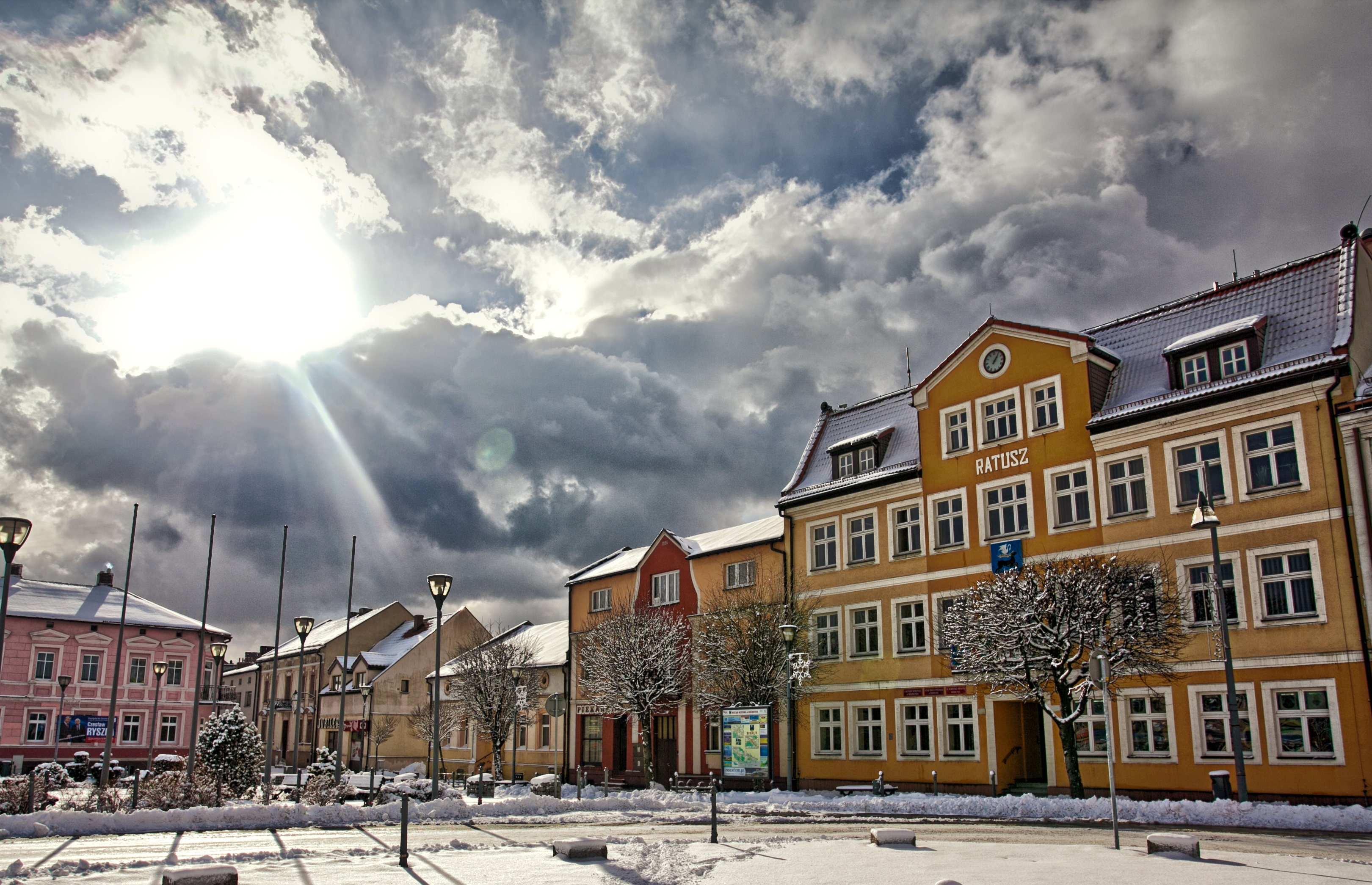
Radnice v zimě

V Nové Beruni se nachází železniční stanice Bieruń Nowy na trati Osvětim – Myslovice – Katovice. Provoz osobních vlaků ve směru Tychy – Osvětim přes Starou Beruň byl zastaven v roce 2001, avšak počítá se s jeho obnovením do budoucna.
Městská autobusová doprava je zajišťována v rámci integrovaného systému katovické aglomerace (Zarząd Transportu Metropolitalnego, ZTM). Městem prochází státní silnice č. 44 spojující Krakov a Osvětim s Tychami a Hlivicemi.

## Památky
- Sanktuarium sv. Valentina ze 17. století
- Kostel sv. Bartoloměje apoštola z let 1770–1776
- Kostel Nejsvětějšího Srdce Ježíšova z roku 1909
- Synagoga z 19. století (přeměněna na hasičskou zbrojnici)
- Jádro města v rámci historického založení (radnice, náměstí)
- Židovský hřbitov
- Kaple Nejsvětější Trojice v prostoru křižovatky ulic Trojice v prostoru křižovatky ulic Warszawska a Niedługa

## Partnerská města
- Gundelfingen, Německo
- Meung-sur-Loire, Francie
- Moravský Beroun, Česko
- Ostroh, Ukrajina